# Großgrison
Der Großgrison (Galictis vittata) ist eine Art der Säugetiere aus der Familie der Marder. Er ist über große Teile Mittel- und Südamerikas verbreitet.

## Merkmale

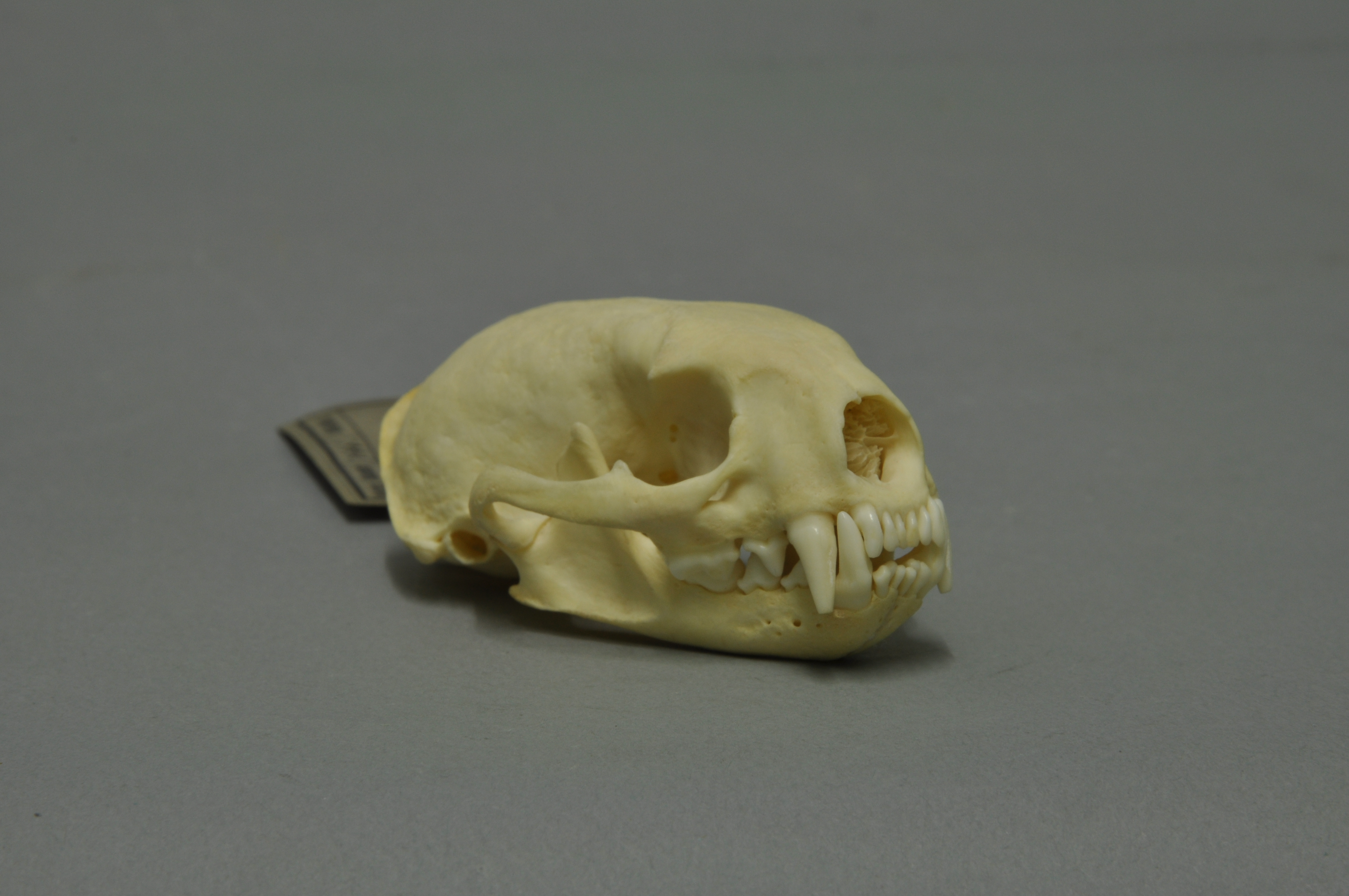
Schädel

Der Großgrison ist deutlich größer und schwerer als ein Steinmarder und etwas größer als der verwandte Kleingrison (G. cuja). Er erreicht eine Gesamtlänge von etwa 60 bis 76 Zentimetern und eine Schwanzlänge von 13,5 bis 19,5 Zentimetern. Das Gewicht liegt bei etwa 1,5 bis 3,8 Kilogramm.
Der Körper ist schlank mit kurzen Beinen. Der Rücken ist grau, der untere Teil des Gesichts unterhalb der Stirn, der untere Bereich des Halses und der Bauch sind schwarz gefärbt. Zwischen diesen beiden Bereichen läuft eine helle Linie am Kopf und Hals bis zu den Schultern.
Wie andere Marder produziert der Großgrison Duftstoffe in seinen Analdrüsen. Der Geruch dieser Ausscheidungen wird als nicht so unangenehm wie bei anderen Mardern beschrieben. Das grün-gelbliche Sekret wird nur bei äußerster Erregung abgegeben. Fühlt sich ein Großgrison bedroht, gibt er einen Warnlaut von sich, springt zur Seite, hebt die Schwanzhaare und verspritzt das Sekret.

## Verbreitung

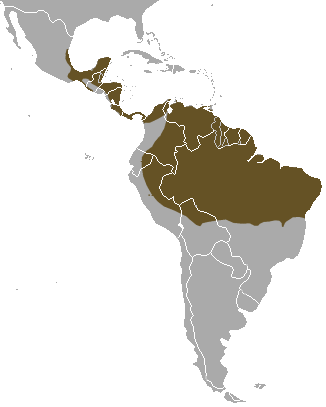
Hauptverbreitungsgebiet (olivbraun) des Großgrisons. Weniger häufig kommt die Art außerdem bis in den Südosten Brasiliens und den äußersten Nordosten Argentiniens vor.

Der Großgrison ist überwiegend im Flachland vom östlichen Mexiko über große Teile Mittel- und Südamerikas bis nach Bolivien, Argentinien und Santa Catarina in Brasilien verbreitet. Dabei kommt er in einer Reihe von verschiedenen Lebensräumen vom Tropischen Regenwald über Grasland bis hin zu landwirtschaftlich genutzten Flächen vor.

## Lebensweise
Der Großgrison ist hauptsächlich tagaktiv, kann aber in bestimmten Regionen auch in der Nacht auf Nahrungssuche gehen. In den wärmsten Stunden des Tages ruht er für gewöhnlich. Unterschlupfe werden zwischen Felsspalten, in Baumhöhlen und im Wurzelwerk der Bäume angelegt. Weiterhin werden verlassene Baue von Gürteltieren benutzt.
Dieser Marder hält sich meist am Boden auf und wurde nur selten auf Bäumen oder Sträuchern beobachtet. Großgrisons sind sehr gute Schwimmer, die manchmal etwas länger als eine halbe Minute tauchen.
Der Großgrison ernährt sich unter anderem von kleinen Säugetieren, Vögeln und deren Eiern, Eidechsen, Amphibien und Früchten. Die Jagd erfolgt entweder einzeln, im Paar oder in kleinen Gruppen. Die Beute wird danach meist zu speziellen Fressplätzen getragen.
Nach einer Trächtigkeit von etwa 40 Tagen werden ein bis vier Junge geboren. Geburten wurden zu verschiedenen Jahreszeiten mit Ausnahme des Winters dokumentiert. Viele Aspekte der Fortpflanzung sind bisher offenbar kaum erforscht. Ein neugeborenes (von einer Hauskatze adoptiertes) Jungtier hatte geschlossene Augen, aber schon ein kurzes Fell mit der für erwachsene Tiere typischen Zeichnung. Es öffnete nach zwei Wochen die Augen und fraß nach drei Wochen Fleisch. Nach vier Monaten war es ausgewachsen.

## Großgrisons und Menschen
In seinem Verbreitungsgebiet wird der Großgrison oft als Haustier zur Bekämpfung von Nagetieren gehalten.

## Bestand und Gefährdung
Die Angaben zur Siedlungsdichte der Art sind nicht einheitlich. Eine Schätzung gab 1 bis 2,4 Exemplare pro Quadratkilometer an, nach anderen Berichten ist die Art jedoch im gesamten Verbreitungsgebiet selten und ein besendertes Weibchen hatte einen Aktionsraum von mindestens 4,15 Quadratkilometern. Die IUCN sieht keine wesentlichen Gefährdungen für den Bestand und listet die Art als nicht gefährdet (Least Concern), auch wenn Jagd und Nachstellung mit Fallen in begrenztem Umfang vorkommen.